# Ajn Karsza
Ajn Karsza – miasto w Algierii, w wilajecie Umm al-Bawaki. W 2012 roku liczyło 32,5 tys. mieszkańców.